# L.A. (Light Album)
L.A. (Light Album) ist ein Musikalbum der US-Band The Beach Boys. Es wurde am 16. März 1979 unter dem Plattenlabel Brother Records unter Zusammenarbeit mit Caribou Records veröffentlicht.

## Die Geschichte um das Album
Nach der Loslösung von ihrer Plattenfirma Reprise Records hatten die Beach Boys bei Caribou Records (im Vertrieb von CBS) einen neuen Plattenvertrag unterschrieben. Caribou war die Plattenfirma von James William Guercio. Er war als Manager der Band Chicago tätig, war Mitte der 1970er Jahre auch kurz der Manager der Beach Boys und hatte 1974–1975 bereits an unveröffentlichten Material mit den Beach Boys mitgewirkt.
Die Beach Boys waren zerstritten und der Aufarbeitungsprozess war ein langwieriger. Zudem hatten sie durch das Missmanagement von Steve Love, dem Bruder von Mike, eine Menge Geld verloren und waren als Unternehmen pleite. Auch die Verkaufszahlen der letzten Alben waren dürftig ausgefallen. Deshalb einigten sie sich darauf, zum ersten Mal seit 1963, wieder mit einem externen Produzenten zusammenzuarbeiten. Brian Wilson machte Bruce Johnston das Angebot mit ihnen zu arbeiten.
Johnston war von 1965 bis 1972 Mitglied der Beach Boys und bei Liveauftritten Ersatz von Brian Wilson. Er kannte die Band und die Charaktere, er wusste welchen Weg der Musik die Band bevorzugte. Zudem hatte er 1978 den Grammy für die Single des Jahres für das Lied I Write the Songs, interpretiert von Barry Manilow, erhalten und war so für die Band wieder interessant geworden. Johnstons Aufgabe war es nicht nur die Lieder zu produzieren, er musste als Mediator auftreten. Er versuchte auf alle Vorschläge der Bandmitglieder einzugehen und keinen einzigen zu benachteiligen. Guerico und die Band arbeiteten als Co-Produzenten mit.
Carl Wilson hatte wieder die Oberhand in der Band gewonnen. Er holte seinen Bruder Dennis, der kurzzeitig aus der Band gefeuert war, in die Gruppe zurück. Dieser arbeitete gerade an seinem zweiten Album Bamboo und hatte nun die Wahl, seine Solokarriere voranzutreiben oder zur Band zurückzukehren. Dennis entschied sich für die Band. Er brachte die beiden Lieder Baby Blue Eyes und Love Surrounds Me in das Album mit ein. Diese beiden Stücke waren jedoch die Eckpfeiler seines neuen Albums, das damit gestorben war.
Das Light Album erreichte Platz 100 der US-Billboard-Charts, in den britischen Charts kam es auf Platz 32.

## Titelliste
1. Good Timin’ (Brian Wilson/Carl Wilson) – 2:12
2. Lady Lynda (Alan Jardine/Ron Altbach) – 3:58
3. Full Sail (C. Wilson/Geoffrey Cushing-Murray) – 2:56
4. Angel Come Home (C. Wilson/G. Cushing-Murray) – 3:39
5. Love Surrounds Me (Dennis Wilson/G. Cushing-Murray) – 3:41
6. Sumahama (Mike Love) – 4:30
7. Here Comes the Night (B. Wilson/M. Love) – 10:51
8. Baby Blue (D. Wilson/Gregg Jacobson/Karen Lamm) – 3:25
9. Goin’ South (Carl Wilson/G. Cushing-Murray) – 3:16
10. Shortenin’ Bread (Adapted by Brian Wilson) – 2:49

## Songinfos
Bruce Johnston und Curt Becher produzierten eine 10-minütige Disco-Version von Here Comes the Night welches bereits 1967 auf dem Album Wild Honey erschienen war. Mit der Single konnten die Beach Boys in den Billboard-Charts bis auf Platz 44 rutschen. Viele Fans konnten sich allerdings mit dem neuen Stil nicht anfreunden. Auch die Beach Boys selbst waren von dem Stück nicht begeistert. Wenn sie es denn live spielten, entschuldigten sie sich zumeist vorher beim Publikum.
Good Timin’ war die zweite Singleauskopplung des Albums und erreichte Platz 40 der Charts. Das Lied war bereits 1974 geschrieben und mit James Guerico in dessen Tonstudio eingespielt worden. Vor allem Dennis war von diesem Stück sehr begeistert und nannte es ein „neues Surfer girl“. Live sang zunächst Dennis die Leadstimme, danach Mike. Erst für die Albumaufnahme entschied man sich für Carl als Leadsänger.
Lady Lynda basiert auf Johann Sebastian Bachs Wohl mir, dass ich Jesum habe. Al Jardine schrieb dieses Lied für seine Frau. Es erreichte in den englischen Charts den ausgezeichneten 6. Rang.
Full Sail, Angel Come Home und Goin’ South wurden in Zusammenarbeit mit dem Songwriter Geoffrey Cushing-Murray, einem Bekannten von Carl Wilsons Schwager Billy Hinsche, geschrieben. Diese Lieder gehören nicht zu Carl’s größten Momenten in seiner Karriere, vielmehr waren sie für ihn eine Art Therapie, nach seiner überstandenen Heroin-Sucht wieder Musik zu schaffen.
Sumahama enthält gesungene Passagen in Japanisch und Englisch. Das Lied handelt von einer Familie, die entzweigerissen wurde. Das Wort „Sumahama“ bedeutet so viel wie „weißer Strand“. Das Lied war ursprünglich für Love´s unveröffentlichtes Soloalbum First Love geplant. Der japanische Text stammt von seiner damaligen Freundin Sumako Kelly. Übersetzt man den Text aus dem Japanischen, so ist er ein eher sinnloses Geplapper. Der Song stieg sehr überraschend in die Top50 der britischen Charts ein.
Baby Blue wurde von Dennis Wilson, dessen damaliger Frau Karen Lamm und Gregg Jacobson geschrieben. Beide Lieder von Dennis Wilson waren eigentlich für sein nie veröffentlichtes Soloalbum Bamboo geplant.
Shortenin’ Bread ist neben dem Eröffnungssong der einzige Beitrag von Brian Wilson auf diesem Album. Es handelt sich dabei um eine Adaption eines bekannten Kinderliedes. Es zählt zu Brians Lieblingsliedern.

## Versionen
Das Album wurde 2000 zusammen mit seinem Vorgänger M.I.U. Album von Capitol Records wiederveröffentlicht.